# Петрополис
Петро́полис (порт. Petrópolis [ˌpeˈtɾɔpuʎiʃ]) — муниципалитет в Бразилии, входит в штат Рио-де-Жанейро. Составная часть мезорегиона Агломерация Рио-де-Жанейро. Входит в экономико-статистический микрорегион Серрана. Население составляет 306 645 человек на 2007 год. Занимает площадь 774,606 км². Плотность населения — 395,9 чел./км².

## История
Город основан императором Педру II 16 марта 1843 года в качестве летней резиденции бразильских императоров и получил имя своего основателя, который покоится в городском соборе. В местном музее хранится императорская корона Бразильской империи.
В конце XIX века Петрополис — самый популярный среди бразильской элиты курорт, административный центр штата Рио-де-Жанейро. В 1942 г. в Петрополисе покончил с собой австрийский писатель Стефан Цвейг.

## Статистика
- Валовой внутренний продукт на 2005 год составляет 3 126 961 тысяч реалов (данные: Бразильский институт географии и статистики).
- Валовой внутренний продукт на душу населения на 2005 год составляет 10 219,00 реалов (данные: Бразильский институт географии и статистики).
- Индекс развития человеческого потенциала на 2000 год составляет 0,804 (данные: Программа развития ООН).

## География
Климат местности: горный тропический. В соответствии с классификацией Кёппена, климат относится к категории Cwb.